# Jean-François Donati
Pour les articles homonymes, voir Donati.
Jean-François Donati est un astrophysicien français né en 1965, directeur de recherche au CNRS, spécialiste de physique stellaire et de recherche d’exoplanètes.

## Recherche
Jean-François Donati est principalement connu pour ses travaux sur le magnétisme des étoiles et plus particulièrement pour avoir développé des techniques de mesure spectropolarimétrique adaptées à l’observation des étoiles et permettant de mesurer les champs magnétiques des atmosphères stellaires,. Il a aussi largement contribué au développement de la technique d’imagerie Zeeman-Doppler qui permet de cartographier les champs magnétiques de surface des étoiles.
Parmi les applications les plus importantes de ces nouvelles techniques figurent les premières détections directes de champ magnétique dans des étoiles froides très actives, dans les étoiles massives de type O et dans les naines M, et la première étude systématique du magnétisme à grande échelle des étoiles T Tauri. L’imagerie Zeeman-Doppler a par ailleurs permis la détection directe de la rotation différentielle de la surface des étoiles de type solaire.

## Carrière
Jean-François Donati est un ancien élève de l’École polytechnique (1984-1987). Il a préparé une thèse de doctorat à l’Observatoire de Paris (1988-1990), suivie d’un stage post-doctoral à la University of Western Ontario (Canada, 1991-1992). Il a été recruté comme chargé de recherche au CNRS à l’Observatoire de Paris (1992), avant de rejoindre l’Observatoire Midi-Pyrénées à Toulouse. Il est nommé directeur de recherche au CNRS en 2003 et travaille aujourd'hui à l'Institut de recherche en astrophysique et planétologie.

## Projets instrumentaux
Jean-François Donati a coordonné le développement des spectropolarimètres optiques MuSiCoS au télescope Bernard Lyot (1994-1997) et ESPaDOnS au CFHT (1999-2004). Il coordonne depuis 2008 le projet SPIRou, un vélocimètre et spectropolarimètre proche-infrarouge destiné au CFHT. SPIRou sera destiné à la recherche de planètes extrasolaires autour de naines M et à l’étude du magnétisme des phases précoces de l’évolution stellaire.

## Récompenses
- Prix Jeune Chercheur de la Société française d'astronomie et d'astrophysique (2000)
- Prix Deslandres de l’Académie des sciences (2008)